# پومتزیا
شهر  پومتزیا (به ایتالیایی: Pomezia) با جمعیت ۵۶٬۱۰۵ نفر  در ناحیه لاتزیو در کشور ایتالیا واقع شده‌است.
پومتسیا نامش را از شهر لاتینی سوئسا پومتیا برگرفته است، هرچند معلوم نیست که شهر مزبور کجا واقع بوده است.